# DJK Sportbund München-Ost
Der DJK Sportbund München-Ost e. V. ist ein deutscher Sportverein aus dem Münchener Stadtteil Ramersdorf-Perlach. Vorsitzende sind Oskar Grabler und Ulrike Hahn.

## Geschichte
Der Verein wurde nach dem Zweiten Weltkrieg am 24. April 1946 als DJK Sportbund München gegründet. Er nahm seinen Spiel- und Sportbetrieb zunächst in den Sportarten Fußball und Handball auf. Ein erstes Sportgelände stand damals dem Verein im Norden Münchens zur Verfügung. 1954 musste der Verein auf ein neues Gelände umziehen, ungefähr am heutigen Olympiagelände. Bereits 1958 wurde dem Verein ein Spielfeld im Südosten Münchens in der Nähe der 1968 erbauten Trabantenstadt Neuperlach angeboten. Der Verein hatte sich vergrößert, es waren eine Leichtathletik- und eine Turnabteilung hinzugekommen. Diese Abteilungen trainierten an der Bezirkssportanlage an der Agnes-Bernauer-Straße im Westen Münchens.
Mit der Übersiedlung in das Neuperlacher Gebiet war eine Trennung des Vereins in Ost und West unumgänglich. Die sich vom DJK Sportbund München getrennten Abteilungen haben am 21. Februar 1968 den DJK Sportbund München-Ost gegründet. 1971 kam die Zuweisung auf die Bezirkssportanlage Bert-Brecht-Allee in Neuperlach und somit eine vorläufige Heimat für die Fußballabteilung. Die seit 1983 von der Stadt München in Planung befindliche Bezirkssportanlage Süd-Perlach wurde dann nach über 50 Jahren Wanderschaft das endgültige Domizil des Vereins.
Am 8. September 2001 wurde das Rasenspielfeld ohne Flutlicht durch Bürgermeisterin Gertraud Burkert übergeben, zwei Jahre später der Kunstrasenplatz mit Flutlichtanlage am 28. Juni 2003 durch die Stadtschulrätin Elisabeth Weiß-Söllner. Die ursprüngliche Übergabe im Herbst 2002 war aus technischen Gründen nicht möglich gewesen.
Im Sommer 2013 wurde mit dem Bau des Betriebsgebäudes zur Bezirkssportanlage Max-Reinhardt-Weg begonnen. Der Bebauungsplan sah ein Betriebsgebäude mit Gymnastikraum und Gastwirtschaft vor. Des Weiteren wurden ein Kleinfeld-Kunstrasenplatz sowie zwei Beachvolleyballplätze errichtet. Das anliegende Rasenfußballplatz des Heinrich-Heine-Gymnasiums sowie die gesamte Leichtathletikanlage wurden in die Bezirkssportanlage integriert.
Seit Februar 2014 ist die Bezirkssportanlage eröffnet und der Verein mit seiner Geschäftsstelle in das neue Betriebsgebäude umgezogen.

## Volleyball
Die Volleyballabteilung des Sportbunds München-Ost spielte bis zur Saison 2014/15 in der 3. Volleyball-Liga Ost der Frauen. In der Saison 2014/15 konnte der Verein schließlich die Meisterschaft gewinnen. Daraufhin wurde im Mai 2015 ein Lizenzantrag für die 2. Volleyball-Bundesliga gestellt. Dem Lizenzantrag wurde für die Saison 2015/16 stattgegeben. Das Teammanagement und die Geschäftsführung der neu geschaffenen Volley Visions München UG übernimmt Rebecca Seifert. Cheftrainer Bastian Henning ist bereits seit 2011 im Verein und wird auch in der aktuellen Saison die sportliche Leitung der Bundesligamannschaft übernehmen.
| Spielzeit | Liga                        | Platz | Spielstätte              |
| --------- | --------------------------- | ----- | ------------------------ |
| 2004/05   | Bayernliga Süd Frauen       | 9.    | Heinrich-Heine-Gymnasium |
| 2005/06   | Bayernliga Süd Frauen       | 3.    | Heinrich-Heine-Gymnasium |
| 2006/07   | Bayernliga Süd Frauen       | 8.    | Heinrich-Heine-Gymnasium |
| 2007/08   | Bayernliga Süd Frauen       | 4.    | Heinrich-Heine-Gymnasium |
| 2008/09   | Bayernliga Süd Frauen       | 3.    | Heinrich-Heine-Gymnasium |
| 2009/10   | Bayernliga Süd Frauen       | 2.    | Heinrich-Heine-Gymnasium |
| 2010/11   | Bayernliga Süd Frauen       | 7.    | Heinrich-Heine-Gymnasium |
| 2011/12   | Bayernliga Süd Frauen       | 3.    | Heinrich-Heine-Gymnasium |
| 2012/13   | Bayernliga Süd Frauen       | 1.    | Heinrich-Heine-Gymnasium |
| 2013/14   | Regionalliga Süd-Ost Frauen | 1.    | Heinrich-Heine-Gymnasium |
| 2014/15   | 3. Liga Ost Frauen          | 1.    | Gymnasium Trudering      |
| 2015/16   | 2. Bundesliga Süd Frauen    | 5.    | Gymnasium Trudering      |

### Bundesligateam
Der Kader für die Saison 2016/17 besteht aus 11 Spielerinnen.
| Name                  | Nr. | Nation      | Größe  | Geburtsdatum      | Position |
| --------------------- | --- | ----------- | ------ | ----------------- | -------- |
| Juliane Doranth       | 1   | Deutschland | 1,73 m | 27. Juni 1990     | D        |
| Katrin Keller         | 3   | Deutschland | 1,78 m | 9. Juli 1996      | Z        |
| Tanja Koch            | 4   | Deutschland | 1,72 m | 23. November 1992 | AA       |
| Carolin Lauche        | 9   | Deutschland | 1,82 m | 7. Dezember 1994  | U        |
| Nadine Raß            | 12  | Deutschland | 1,58 m | 4. März 1992      | L        |
| Jennifer Schräder     | 2   | Deutschland | 1,80 m | 12. Februar 1988  | AA       |
| Lisa Schöttler        | 4   | Deutschland | 1,82 m | 13. Juni 1991     | D        |
| Ekaterina Soloninkina | 7   | Deutschland | 1,90 m | 25. März 1994     | MB       |
| Carolin Tiegel        | 6   | Deutschland | 1,82 m | 15. Januar 1993   | MB       |
| Anna Wrede            | 13  | Deutschland | 1,90 m | 19. Juli 1991     | MB       |
| Bianca Zass           | 5   | Österreich  | 1,79 m | 1. Juni 1985      | AA       |

Positionen: AA = Annahme/Außen, D = Diagonal, L = Libero, MB = Mittelblock, U = Universal, Z = Zuspiel, * = Verletzungsbedingt Saison beendet 
| Neuzugänge Saison 2016/17 |                     |
| Spieler                   | bisheriger Verein   |
| Katrin Keller             | TG Biberbach        |
| Anna Wrede                | VfL Nürnberg        |
| Bianca Zass               | ATSC Kelag Wildcats |
| Lisa Schöttler            | SV Schwindegg       |

| Abgänge 2016      |                             |
| Spieler           | neuer Verein                |
| Sandra Baier      | SV Lohhof                   |
| Simone Carstensen | DJK Sportbund München-Ost 2 |
| Christina Rau     | DJK Sportbund München-Ost 2 |
| Rebecca Seifert   | DJK Sportbund München-Ost 2 |
| Lorain Neumann    | TSV Sonthofen               |
| Antonia Kaiser    | Rote Raben Vilsbiburg       |
| Alexandra Meuter  | Ziel unbekannt              |
| Natascha Niemczyk | JAV Olimpico                |
| Anne Paß          | Turnverein Gladbeck         |
| Verena Wutzler    | Ziel unbekannt              |
| Sabrina Karnbaum  | TSV Sonthofen               |

### Weitere Mannschaften
In folgenden Ligen sind in der Saison 2015/16 weitere Volleyball-Mannschaften des DJK Sportbunds München-Ost vertreten:
- 2. Frauen, Landesliga
- 3. Frauen, Bezirksklasse
- 4. Frauen, Kreisliga
- 5. Frauen, Kreisklasse

- 1. Männer, Regionalliga
- 2. Männer, Bezirksklasse
- 3. Männer, Kreisliga

## Handball
- 1974 Aufstieg in die Handball-Regionalliga (Frauen) (1. Liga)
- 1974 Bayerischer Meister (Frauen) (2. Liga)

## Andere Abteilungen
Weitere Abteilungen des Vereins sind derzeit Basketball, Karate, Kinderturnen, Leichtathletik und Fußball.